# Eltern für Kinder
Der Verein Eltern für Kinder e. V. wurde 1987 in Frankfurt gegründet und hat seinen Sitz in Berlin. Die Arbeit des Vereins setzt sich aus zwei Schwerpunkten zusammen. Zum einen ist der Verein Träger einer staatlich anerkannten Fachstelle für internationale Adoption. Zum anderen unterstützt der Verein Hilfsprojekte mit dem Ziel, der Verlassenheit von Kindern vorzubeugen und/oder diese zu lindern.
Der Verein finanziert sich ausschließlich aus privaten Mitteln und Spenden. Die Gründungsmitglieder des Vereins waren zum Großteil zuvor im Adoptionsreferat von terre des hommes Deutschland tätig. Die Vereinsgründung erfolgte nach der Entscheidung von tdh im Jahr 1987, die Adoptionsarbeit einzustellen. Der Verein ist Mitglied im Paritätischen Wohlfahrtsverband, Mitglied im Bundesverband anerkannter Auslandsvermittlungsstellen in Freier Trägerschaft e. V. und darüber hinaus Unterzeichner der Initiative Transparente Zivilgesellschaft.

## Adoptionsvermittlung
Die Adoptionsvermittlungsstelle Eltern für Kinder e. V. ist als "anerkannte Auslandsvermittlungsstelle" (gesetzlich geschützter Begriff nach § 4 AdVermiG) zur internationalen Adoption zugelassen. Es werden Eltern für verlassene Kinder aus verschiedenen Herkunftsländern gesucht. Zurzeit arbeitet der Verein mit staatlichen und nichtstaatlichen Partnern in sieben Herkunftsländern zusammen: Thailand, Haiti, Mongolei, Sri Lanka, Peru, Togo und Guinea. Zur Vermittlung kommen Waisen oder Sozialwaisen im Alter von ein bis ca. sieben Jahren. Seit Gründung konnten für mehr als eintausend verlassene Kinder Adoptiveltern in Deutschland gefunden werden.

## Hilfsprojekte
Hilfsprojekte unterhält, bzw. unterstützt der Verein in den genannten Herkunftsländern, zusätzlich auch in Brasilien und Kambodscha. Dabei werden zum Teil bestehende Hilfsprojekte unterstützt, einige Hilfsprojekte werden auch von Eltern für Kinder e. V. selbst unterhalten: In Sri Lanka wurde nach dem Tsunami eine Schule für Kinder von verarmten Fischerfamilien errichtet. In Thailand unterstützt der Verein verschiedene Projekte, zusammen mit dem lokalen Partner FFAC (Friends for all Children). In Haiti wird derzeit ein Kinderheim errichtet. Besondere Aufmerksamkeit erlangte das Hilfsprojekt Lar Girassol in Sao Paulo, als es im Jahr 2007 vom damaligen Bundespräsidenten Horst Köhler im Rahmen eines Staatsbesuchs in Brasilien besucht wurde. Alle Ausgaben des Vereins für Spendenweiterleitung und Controlling werden aus den Mitgliedsbeiträgen finanziert. Der Verein sichert zu, dass er alle eingehenden zweckgebundenen Spenden ohne jeden Abzug in das jeweilige Hilfsprojekt weiterleitet. In den meisten Ländern bietet der Verein auch die Möglichkeit, Patenschaften für Kinder zu übernehmen. Auch hier wird eine vollständige Weiterleitung der eingehenden Patenschaftsgelder an die betreuende Institution (Heim, Schule, Familie etc.) zugesichert.

## Sonstiges
Politischer Unterstützer des Vereins ist Paul Lehrieder.